# Nototriche staffordiae
Nototriche staffordiae là một loài thực vật có hoa trong họ Cẩm quỳ. Loài này được Burtt & Hill mô tả khoa học đầu tiên năm 1948.